# Suarezia bipuncta
Suarezia bipuncta är en fjärilsart som beskrevs av Erich Martin Hering 1926. Suarezia bipuncta ingår i släktet Suarezia och familjen tofsspinnare. Inga underarter finns listade i Catalogue of Life.